# Премія імені Кузьми Галкіна
Пре́мія Черніве́цької обласно́ї комсомо́льської організа́ції і́мені Геро́я Радя́нського Сою́зу Кузьми́ Га́лкіна в га́лузі літерату́ри і мисте́цтва була заснована 1968 року і присуджувалася раз на 2-3 роки письменникам, акторам, композиторам, мистецьким колективам за високу виконавську майстерність, найкращі твори. Ностла ім'я радянського партизана німецько-радянської війни, Героя Радянського Союзу Кузьми Галкіна.
Цієї високої і престижної премії було удостоєно чимало визначних творчих людей і колективів Буковини.

## Лауреати
- Будний Степан Франкович — за збірку поезій «Людина до сонця йде».
- Бурбак Микола Іванович — за документальну повість «Щастя Марії Микитей» та книги нарисів про комсомол і молодь Радянської Буковини.
- Литвинчук Анатолій Григорович, режисер Чернівецького українського муздрамтеатру ім. О. Кобилянської — за постановку спектаклів «Вирок», «Чотири хрести на сонці», «Життя і злочин Антона Шелестова».
- Михайлюк Василь Пилипович — за молодіжні пісні «Черемшина», «Стежечка», «Подаруй мені Карпати».
- Творча група Чернівецького українського музично-драматичного театру ім. О. Кобилянської — за виставу «Полум'яні серця», присвячену 50-річчю ВЛКСМ (автор С. Снігур).
- Андрійчук Анатолій Климович — за створення циклу комсомольсько-молодіжних пісень.
- Мар'янин Володимир Григорович — за п'єсу «Ілько».
- Демченко Віталій Григорович — за збірки поезій «Романтики», «Шаги за горизонт», «Полюс тепла», «Кольца жизни»
- Криворучко Орест Іванович — за цикл портретів будівників газопроводу «Дружба», серію робіт «Моє місто», офорт «Земля» за однойменним твором О.Кобилянської.
- Самодіяльний народний ансамбль танцю «СМЕРЕЧИНА» Вижницького районного будинку культури — за високу виконавську майстерність, популяризацію народного танцю.
- Палагута Микола Семенович — за високопатріотичні твори для дітей та юнацтва.
- Музичний лекторій Чернівецької обласної філармонії — за активну участь у популяризації радянської масової пісні і виховання молоді.
- Оркестр народних інструментів «БУКОВИНКА» Гвіздовецької середньої школи Сокирянського району — за досягнуті успіхи у популяризації народної творчості.
- Молодіжна група Чернівецького ордена дружби народів українського музично-драматичного театру ім. О. Кобилянської — за постановку молодіжних спектаклів «Вітька Магеллан», «Шрами», «Дикий Ангел», «Вальчин міст», «Дівчата нашої країни», «В дорозі», активну популяризацію радянського способу життя.
- Бучко Микола Іванович — за збірки поезій «Сонячні сходи» та «Назустріч літу».
- Мацерук Григорій Гнатович — за книгу оповідань «Заповідаю довго жити».
- Севернюк Тамара Артемівна — за збірки віршів «Серце вміє співати», «На ранковій землі», «Луни дня», «Срібна папороть».
- Лещик Василь Романович — актор Чернівецького ордена Дружби народів українського музично-драматичного театру ім. О.Кобилянської — за образи молодих сучасників у спектаклях 1982—1984 рр.
- Духовий оркестр Чернівецького гарнізону — за концертно-виконавську діяльність, значний вклад у справу військово-патріотичного виховання молоді.
- Загайський Богдан Володимирович — за книгу оповідань «Вдома» та публіцистичні матеріали.
- Матіос Марія Василівна — за книгу віршів «Вогонь живиці».
- Дворський Павло Ананійович — за пісні молодіжної тематики.
- Савчук Оксана Василівна — за фольклорну діяльність.
- Самодіяльний народний ансамбль танцю «МЕРЦИШОР» Волоківського будинку культури Глибоцького району — за популяризацію танцювального мистецтва.